# Neolitska Grčija
Neolitska Grčija je arheološki izraz, ki se uporablja za označevanje neolitske faze grške zgodovine, ki se začne s širjenjem kmetijstva v Grčiji v letih 7000–6500 pr. n. št. in konča okoli leta 3200 pr. n. št. V tem obdobju je prišlo do številnih dogodkov, kot so vzpostavitev in širitev mešanega kmetijstva in živinoreje, arhitekturne inovacije (tj. hiše tipa 'megaron' in 'tip Tsangli'), pa tudi dovršena umetnost in proizvodnja orodij. Neolitska Grčija je del prazgodovine jugovzhodne Evrope.

## Periodizacija
Neolitska revolucija je dosegla Evropo v začetku leta 7000–6500 pr. n. št., v obdobju pred lončarskim neolitikom B, ko so poljedelci z Bližnjega vzhoda vstopili na grški polotok iz Anatolije, predvsem s skoki po otokih skozi Egejsko morje. Sodobni arheologi so neolitsko obdobje grške zgodovine razdelili na šest faz: predkeramiko, zgodnji neolitik, srednji neolitik, pozni neolitik I, pozni neolitik II in končni neolitik (ali bakrena doba).
| Obdobje                            | Približna datacija   |
| ---------------------------------- | -------------------- |
| Predkeramika (ali Aceramic)        | 6800–6500 pr. n. št. |
| Zgodnji neolitik                   | 6500–5800 pr. n. št. |
| srednji neolitik                   | 5800–5300 pr. n. št. |
| pozni neolitik I                   | 5300–4800 pr. n. št. |
| pozni neolitik II                  | 4800–4500 pr. n. št. |
| končni neolitik (ali bakrena doba) | 4500–3200 pr. n. št. |

## Najdišča neolitske Grčije
To so ocenjene populacije zaselkov, vasi in mest neolitske Grčije skozi čas. Pri ocenjevanju velikosti posameznih naselij je več težav, najvišje ocene za posamezna naselja v določenem obdobju pa so lahko tudi večkrat najnižje.
| Town            | 7000 pr. n. št. | 6000 pr. n. št. | 5000 pr. n. št. | 4000 pr. n. št. | 3800 pr. n. št. | 3700 pr. n. št. |
| --------------- | --------------- | --------------- | --------------- | --------------- | --------------- | --------------- |
| Nea Nikomedeia  |                 | 500–700         |                 |                 |                 |                 |
| Sesklo          |                 |                 | 1000–5000       |                 |                 |                 |
| Dimini          |                 |                 |                 |                 |                 |                 |
| Atene           |                 |                 |                 |                 |                 |                 |
| Poliochne       |                 |                 |                 |                 |                 |                 |
| Knosos          | 25              | 50              | 500–1000        | 500–1000        |                 |                 |
| Trapeza         |                 |                 |                 |                 |                 |                 |
| Gerani          |                 |                 |                 |                 |                 |                 |
| Lerna           |                 |                 |                 |                 |                 |                 |
| Kefala          |                 |                 |                 |                 |                 |                 |
| jama Alepotrypa |                 |                 |                 |                 |                 |                 |
| Milos           |                 |                 |                 |                 |                 |                 |
| Servia          |                 |                 |                 |                 |                 |                 |

## Predkeramika 6800–6500 pr. n. št.
Za predkeramično (ali akeramično) obdobje neolitske Grčije je značilna odsotnost posod iz pečene gline in gospodarstvo, ki temelji na poljedelstvu in živinoreji. Naselbine so sestavljale podzemne koče, delno vkopane v zemljo, s skupnostmi, v katerih je živelo od 50 do 100 ljudi v krajih, kot so Argisa (Tesalija), Dendra (Argolida) in Franchthi. Prebivalci so gojili različne poljščine (tj. različne pšenice, ječmen, lečo in grah), se ukvarjali z ribolovom, lovom, živinorejo (tj. govedorejo, prašičerejo, ovce, pse in koze), razvili orodje (tj. rezila iz kremena in obsidian) in izdeloval nakit iz gline, školjk, kosti in kamna.
Knosos ima izjemno dolgo zgodovino, ki se začne v predkeramičnem obdobju. Prve neolitske naselbine na območju Knososa so se razvile v letih 6500–7000 pr. n. št. glede na sodobno radiokarbonsko datacijo. Arthur Evans, ki je razkril minojsko palačo v Knososu, je ocenil, da so v poznem 8. tisočletju ali zgodnjem 9. tisočletju pr. n. št. neolitski ljudje prispeli na to območje, verjetno iz čezmorskih držav, morda iz zahodne Anatolije in ustanovili svoje primitivne skupnosti na lokalnem hribu.
Vulkanski otok Milos je bil obiskan zaradi izkoriščanja njegovega obsidiana za izdelavo orodij in orožja, od mezolitika do poznega neolitika. Naravne vire z Milosa so prevažali na ogromne razdalje po vsem Egejskem morju, celinski Grčiji, Zahodni Anatoliji in morda vse do Egipta. Najstarejše najdbe Miloskih obsidianov izven otoka so v mezolitiku (9000–7800 pr. n. št.), v jami Franchti v Argolidi. Do zadnjega neolitika (4000 pr. n. št.) ni dokazov o naselbinah na otoku Milos. Zdi se, da izkoriščanje obsidiana izvajajo skupine različnih ljudi, ki so občasno pristanle na otoku za občasno dobavo kamna za izdelavo orodja.

## Zgodnji neolitik (EN) 6500–5800 pr
Predkeramično obdobje neolitske Grčije je nasledilo obdobje zgodnjega neolitika (ali EN), kjer je gospodarstvo še vedno temeljilo na poljedelstvu in živinoreji, naselbine pa so še vedno sestavljale neodvisne enoprostorne koče, v vsaki skupnosti pa je živelo od 50 do 100 ljudi. (osnovna družbena enota je bil rod oz. širša družina). Ognjišča in peči so bili zgrajeni na odprtih prostorih med kočami in so bili pogosto uporabljeni. V obdobju zgodnjega neolitika se je razvila lončarska tehnologija, ki je vključevala uspešno žganje posod, pogrebni običaji pa so vključevali pokop v rudimentarne jame, sežiganje mrtvih, zbiranje kosti in pokopališče.
- Starodavna Grčija Zgodnje in srednje neolitske glinene figurice iz Tesalije, 6500-5300 pr. n. št.
- Starogrška zgodnja in srednja neolitska keramika 6500-5300 pr. n. št. Narodni muzej arheologije, Atene
- Enobarvne sklede iz Seskla. Obdobje zgodnjega neolitika (6500-5800 pr. n. št.). Arheološki muzej Atene
- Neolitske glinene skodelice iz Seskla. Narodni muzej Atene
- Obsidian, ki se uporablja za izdelavo orodja in orožja

## Srednji neolitik (MN) 5800–5300 pr. n. št.
Za obdobje srednjega neolitika (ali MN) je značilen nov arhitekturni razvoj, kot so hiše, zgrajene s kamnitimi temelji, in razvoj bivališč tipa megaron (pravokotne enoprostorne hiše z odprtimi ali zaprtimi verandami). Poleg tega je bila hiša tipa Tsangli, imenovana po naselju Tsangli, prvič razvita v obdobju srednjega neolitika; stanovanje 'tipa Tsangli' ima na vsaki strani dve notranji opornici (zasnovani za podporo strehi hiše in razdelitev bivalnega prostora na ločene prostore za različne funkcije, kot so shranjevanje, priprava hrane in spalni prostori) z vrsto stebrov v središče kvadratne sobe. Na področju umetnosti je bil motiv meandra in labirinta najden na pečatih in nakitu zgodnjega neolitika in v manjšem obsegu srednjega neolitika. Srednji neolitik se je končal z opustošenjem nekaterih naselij v požaru; skupnosti, kot je Sesklo, so bile zapuščene, medtem ko so bile skupnosti, kot je Tsangli-Larisa, takoj ponovno naseljene.
- Ženski torzo z rokami na prsih, mala terakota, kultura Sesklo, neolitik, 6.–5. tisočletje pr. n. št.
- Ženska figurica, marmor, Tesalija, 5300–3300 pr. n. št.
- Ženska figurica ženske z dojenčkom, Sesklo, neolitik, 4800–4500 pr. n. št.
- Najdbe iz Seskla, mlajša kamena doba, ok. 5300 pr. n. št.
- Stara Grčija Neolitska kamnita figurica, 6500-3300 pr. n. št.
- Stara Grčija Neolitske glinene figurice, 6500-3300 pr. n. št.
- Stara Grčija Neolitsko kamnito orodje in orožje
- Starogrški neolitski mlin za kamen

## Pozni neolitik (LN) 5300-4500 pr. n. št.

### Pozni neolitik I (LNI)
Za obdobje mlajšega neolitika I (ali LNI) je značilna širitev poselitve in intenzifikacija kmetijskega gospodarstva, kjer so izkrčili grmovje in gozdne površine, da bi zagotovili pašnike in obdelovalne površine. V tem obdobju so začeli gojiti nove poljščine, kot so krušna pšenica, rž, proso in oves (hrano so pripravljali na ognjiščih in pečeh, ki so jih običajno našli v hišah). Živali, kot so ovce in koze, so gojili zaradi volne, ki so jo uporabljali za tkanje oblačil. V skupnostih je živelo 100–300 posameznikov, ki so bili družbeno organizirani v jedrne družine, naselbine pa so sestavljale velike pravokotne strukture tipa megaron z okvirji iz lesenih stebrov in kamnitimi temelji. Številne naselbine so bile obdane z 1,5–3,5 m globokimi in 4–6 m širokimi jarki, ki so bili zgrajeni verjetno za obrambo pred divjadjo in za zaščito dobrin z določanjem meja samih naselbin.

### Pozni neolitik II (LNII)
Pozni neolitik I je nasledil pozni neolitik II (ali LNII), kjer se je gospodarsko in družbeno življenje v obstoječih naselbinah neprekinjeno nadaljevalo.
- Sesklo in Dimini, poznoneolitska keramika 5300-4500 pr. Galerija grške prazgodovine, Narodni muzej arheologije, Atene, Grčija.
- Glinena vaza s polikromiranim okrasom, Dimini, Magnezij, pozni ali končni neolitik (5300-3300 pr. n. št.). keramika; višina: 25 cm, premer ob robu: 12 cm; Nacionalni arheološki muzej (Atene).

## Končni neolitik (FN) 4500–3200 pr
Končni neolitik (ali bakrena doba) vključuje prehod iz neolitskega poljedelstva in živinoreje v gospodarstvo zgodnje bronaste dobe, ki temelji na kovinah. Ta prehod se je zgodil postopoma, ko je grško kmetijsko prebivalstvo začelo uvažati bron in baker ter uporabljalo osnovne tehnike obdelave brona, ki so se najprej razvile v Mali Aziji, s katero so imeli kulturne stike.
Na otokih Alimia in Rodos so bile neolitske naselbine. Natančneje v Alimii je bila naselbina na gori v središču otoka, ki je zagotavljala popoln pogled na celotno lokalno območje in zaščito. Med arheološkimi raziskavami so odkrili ostanke neolitskih kamnitih zgradb.
Kultura Eutresis se je razvila v zadnjem obdobju končnega neolitika. Temeljila je na končni neolitski kulturi srednje in južne Grčije. Trajalo je do zgodnjega heladskega obdobja II.

### Družba
Družbeni razredi poznoneolitskih skupnosti so bili strogo ločeni na svobodne ljudi in sužnje; pojav, ki se je nadaljeval do zgodnjega mikenskega obdobja.
- Figurica misleca iz Karditse, Tesalija, 4500-3300 pr. n. št.
- Zlati okraski[19]
- Zlati okraski[20]

## Vojskovanje v neolitiku v Grčiji

### Uničenje Seskla
Ostanki Seskla kažejo na požar in uničenje, znak oboroženega spopada. Dimini se pogosto obtožuje za uničenje Seskla, a za požar v neolitski naselbini so lahko odgovorni tudi drugi vzroki.

### Skeletni ostanki
Skeletni ostanki iz jame Alepotrypa v južni Grčiji kažejo stopnje travme, ki bi lahko bile povezane z vojskovanjem. Pregled 69 okostij iz poznega in končnega neolitika je pokazal, da ima več kot 10 % posameznikov zaceljene zlome lobanje. Anastasia Papathanasiou, Clark Spencer Larsen in Lynette Norr so opozorili, da so »vsi zlomi majhni, okrogli in dobro zaceljeni ob smrti ter jih najdemo pri odraslih moških in ženskah ter mlajših odraslih« in sicer videz rane kažejo, da so bili udarci podobni ne glede na starost in spol žrtve. Nekateri posamezniki imajo večkratne zlome, večinoma nesmrtne.

### Utrdbe
Tako Dimini kot Sesklo sta imela obzidje in oporne točke. Podobne osnovne utrdbe so bile pogoste v neolitskih naselbinah po vsej Grčiji; znamenje obstoječih nevarnosti in primitivnega vojaškega znanja. Enostavne utrdbe, ki predstavljajo večino neolitskih najdišč, so vključevale majhne zidove in jarke ali kombinacijo obojega, ki je (vsaj delno) obkrožalo območje. Naselbina Nea Nikomedeia je imela dva koncentrična jarka. Neolitski Makriyalos je imel dve liniji jarkov z odseki v obliki črke V; notranji jarek je bil globok približno 4 metre in je bil utrjen z majhnimi kamnitimi zidovi. Najučinkovitejše utrdbe so bile odkrite v Dimini in Sesklu. Sesklova akropola je bila obdana z 1,5 metra debelim obzidjem in vrati, ki jih je bilo zlahka braniti. Dimini akropola je imela obzidje z ozkimi prehodi, ki so obkrožali majhno zgradbo.